# Central nuclear de Ascó
La central nuclear de Ascó es una central nuclear situada en la población tarraconense de Ascó en Cataluña, España, en la margen derecha del río Ebro. Consta de dos reactores, I y II. Pertenece, Ascó I a Endesa Generación y Ascó II a Endesa Generación (85 %) e Iberdrola Generación (15 %). Está explotada por la Asociación Nuclear Ascó-Vandellós II, A.I.E.
Tiene dos reactores del tipo reactor de agua a presión (PWR): uno de 1032,5 MWe, y otro de 1027,2 MWe. Su sistema de refrigeración consta de una torre de tiro natural, dos baterías de tiro forzado y del propio río Ebro.
El primer reactor empezó a operar en diciembre de 1984 y el segundo en marzo de 1986.

## Gestión
La central nuclear de Ascó -al igual que la de Vandellós- está gestionada por la Asociación Nuclear Ascó-Vandellós, que está participada por Endesa e Iberdrola.
El reactor I de la central de Ascó está gestionado por Endesa el II en un 85 % y un 15 % por Iberdrola.
Por orden ITC/3372/2011 para Ascó I y ITC/3373/2011 para Ascó II, publicadas en el BOE 296 del 9 de diciembre de 2011, se renovó por diez años, a contar desde el 2 de octubre de 2011, la licencia de explotación de estas centrales.

## Impacto ambiental

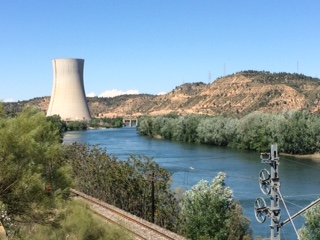
Vista del entorno de la central nuclear de Ascó, 2016

En la declaración de impacto ambiental publicada en 2011, favorable a la construcción de un almacén de residuos radiactivos en la propia central, se señalaron los elementos ambientales significativos del entorno del proyecto.
No se ubica en ningún espacio natural protegido, ni de la Red Natura 2000, ni protegidos por leyes nacionales o autonómicas. Los espacios protegidos más cercanos son el LIC Riberes i Illes de l ́Ebre, y el LIC y ZEPA Serra de Montsant-Pas de l ́Ase, situados a más de 2,8 km al norte y a algo más de 2 km al sur de la central. Algo más de 2 km al sur de la zona se localizan las áreas importantes para la conservación de las aves (IBA) Sierra del Montsant y Montañas de Prades y Puertos de Beceite-Monte Turmell.
En el entorno de la central no hay ninguna especie de planta protegida, sensible, endémica o amenazada.
En cuanto a fauna, la parcela se encuentra dentro de un área de campeo del águila azor-perdicera (Hieraaetus fasciatus) y la comunidad de anfibios alberga especies como el sapo corredor (Bufo calamita), sapo partero (Alytes obstetricans) o sapo de espuelas (Pelobates cultripes).

### Reserva de la Biosfera Comarcas del Ebro
En 2012 el consejo internacional de coordinación del programa Man and Biosphere de la Unesco paralizó la candidatura de las comarcas del Ebro como reserva de la biosfera por la existencia de la central nuclear de Ascó. El proyecto deberá modificarse para excluir los "territorios nucleares” si quiere evitarse el rechazo definitivo a la candidatura.

## Sucesos

### 2005
- El 14 de enero de 2005, tras una parada automática del reactor desde plena potencia falló una turbobomba del sistema de agua de alimentación auxiliar. El suceso fue clasificado Nivel 1 en la Escala INES.[9]

### 2007
- El 29 de mayo de 2007, se declararon inoperables una motobomba y la turbobomba de agua de alimentación auxiliar. Se procedió a parar la planta. La causa del caudal inferior al previsto era que una arandela metálica estaba obstruyendo el paso de caudal. El suceso fue clasificado Nivel 1 en la Escala INES.[9]

### 2008

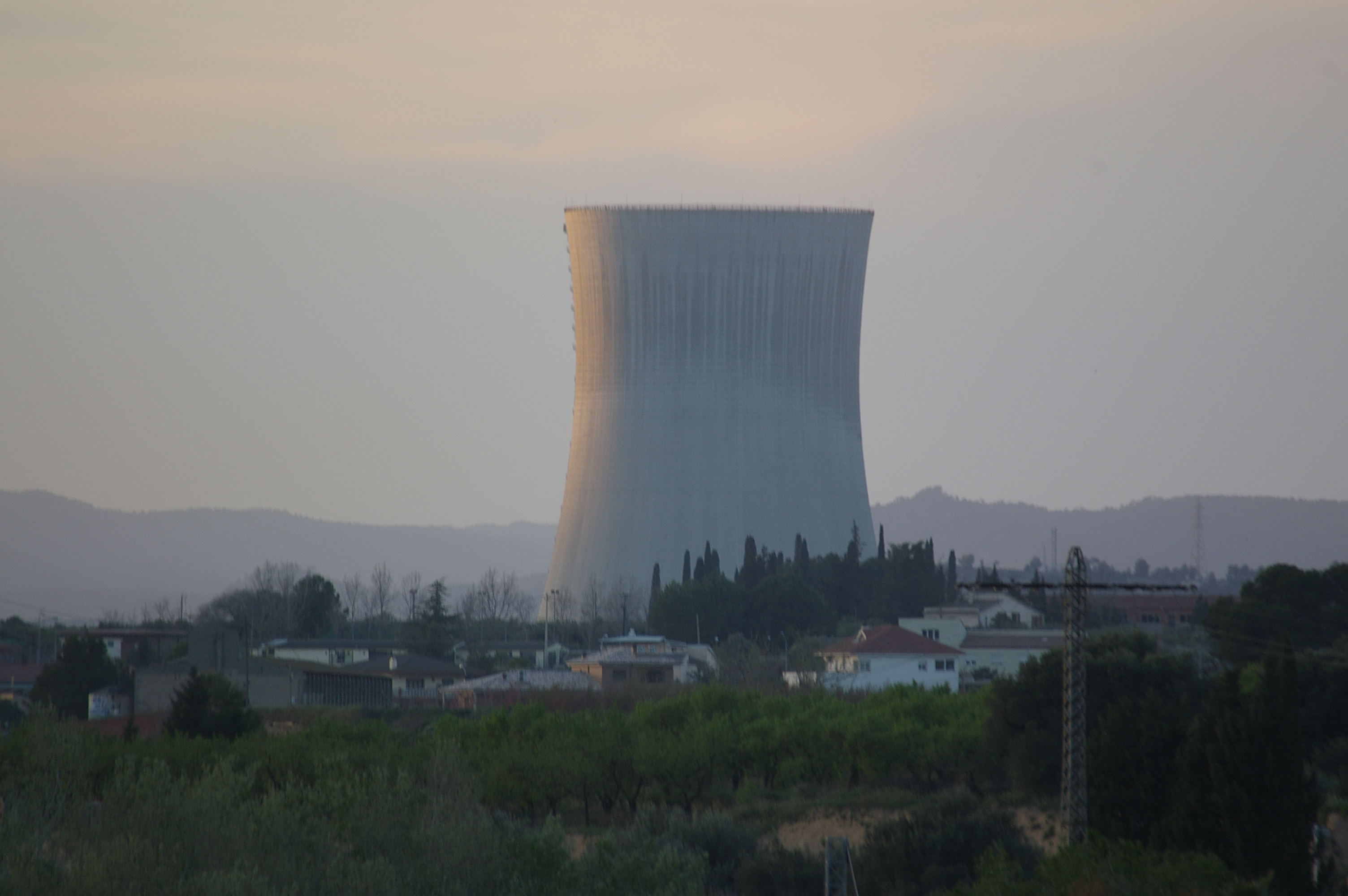
Vista de la torre de refrigeración de la central nuclear de Ascó, 2006

El día 5 de abril de 2008 el Consejo de Seguridad Nuclear (CSN) informó de un incidente sucedido en la central nuclear de Ascó. Aunque fue categorizado inicialmente como nivel 1 en la Escala Internacional de Accidentes Nucleares (INES), el CSN decidió elevar el incidente a nivel 2 el día 14 de abril por inadecuado control del material radiactivo y por proporcionar información incompleta y deficiente al organismo regulador. Esto supuso la destitución del director y el jefe de protección radiológica de la central.
La estimación de actividad vertida finalmente ascendía a un máximo de 84,95 millones de bequerelios (2,3 milicurios (mCi)) de 60Co, 54Mn, 51Cr y 59Fe.
El día 22 de abril se habían realizado 900 medidas de trabajadores, previéndose la vigilancia sobre un total de 1550, constatando en todos los casos medidos la ausencia de contaminación radiactiva.
En mayo del 2009 el incidente de fuga de partículas radiactivas del 2007-2008 se tradujo en la imposición de una multa de más de 15 millones de euros por parte del Ministerio de Industria.

### 2011
El 21 de enero de 2011, se realizaron movimientos indebidos de unas compuertas por tener un peso superior al admitido. El hecho no tuvo impacto en las personas ni en el medio ambiente y fue categorizado como nivel 1 (INES).

### 2012
En noviembre de 2012, el informe del Sistema Integrado de Supervisión de Centrales Nucleares (SISC) del último trimestre de 2011 afirmó que inspectores del CSN no pudieron encontrar documentación sobre el almacenamiento de 233 fuentes radiactivas encapsuladas que se contabilizan en el programa general de residuos radiactivos. Según la empresa las fuentes cuyo paradero se desconoce, habrían sido almacenadas en bidones, y parte de los cuales se habrían transportado al almacén de baja y media actividad de El Cabril (Córdoba), aunque no existe documentación que lo avale, añade el documento del SISC. Las otras fuentes se habrían depositado en el interior de bidones que estarían aún en el almacén temporal de residuos radiactivos de la nuclear, junto con residuos de diversa naturaleza, "constatándose discrepancias entre lo indicado en el inventario o transmitido verbalmente a la inspección, y lo indicado en la documentación de los bidones".

## Características y datos técnicos

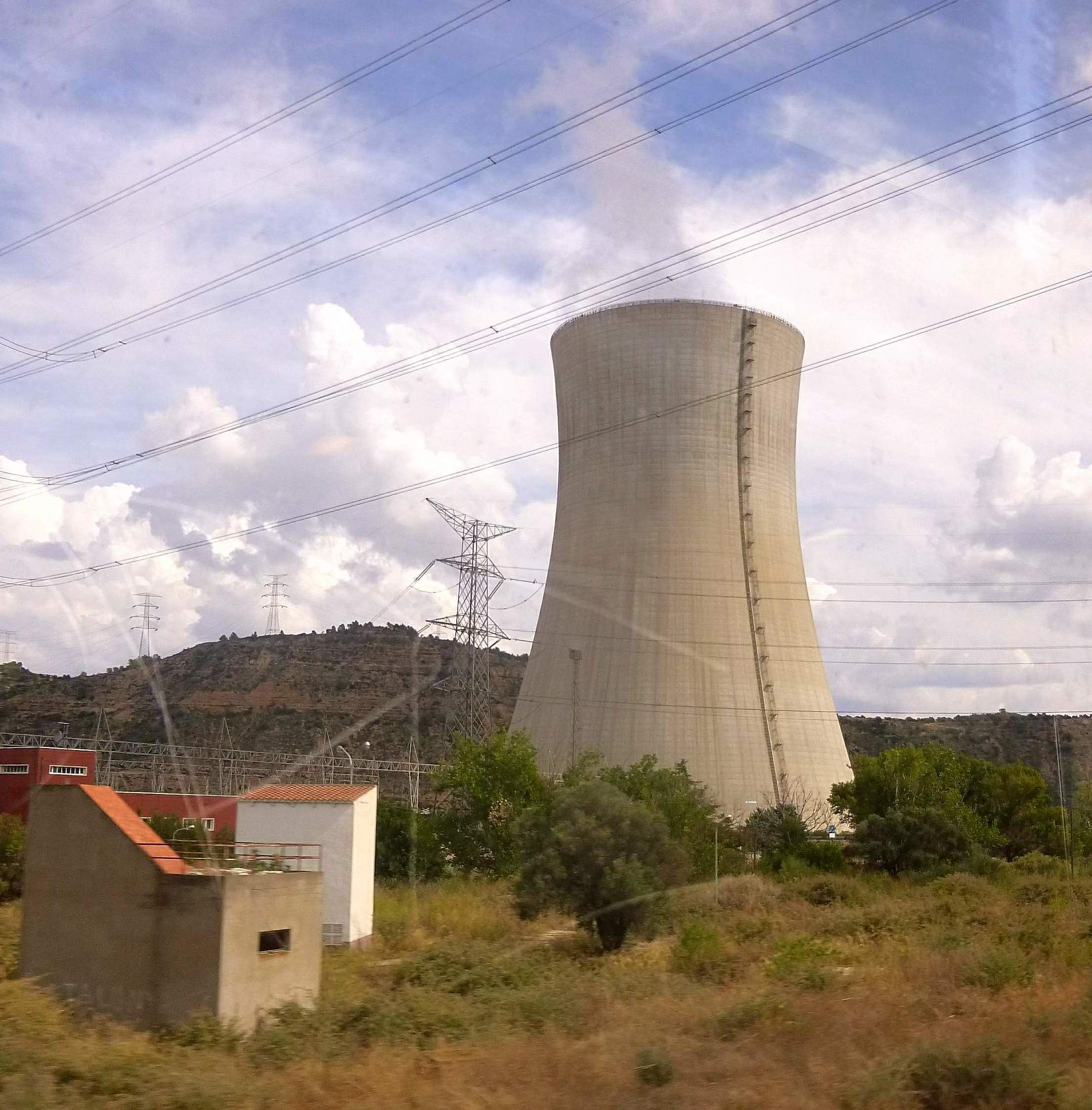
Vista de la torre de refrigeración de la central nuclear de Ascó, 2014

Los dos grupos tienen prácticamente las mismas características con alguna pequeña excepción que se mencionará más adelante en la descripción:
- General
  - Tipo de unidad: Nuclear.
  - Potencia por unidad: 1032,5 MW el primer grupo y 1027,2 MW el segundo.
  - Año puesta en servicio: 1984 el primero y 1986 el segundo.
  - Combustible: UO2 enriquecido.
- Reactor
  - Tipo de reactor: PWR.
  - Diseño: Westinghouse.
  - Elementos de combustible	
    - Distribución de las barras: 6 bancos de 8 barras/banco.

  - Barras de combustible	
    - Material de la vaina: Zircaloy 4.

  - Vasija del reactor	
    - Diámetro interior: 4,878 m.
    - Altura total: 11,039 m.
    - Peso neto: 429 t.
- Barras de control
  - Material absorbente: Cd-In-Ag.
- Contención
  - Altura interior: 59,06 m.
  - Diámetro interior: 40 m.
- Sistema de refrigeración del reactor
  - Presión nominal de servicio: 157,2 bar.
  - Velocidad media: 4,7 m/s.
  - Temperatura del refrigerante (entrada): 288,7 °C.
  - Temperatura del refrigerante (salida): 327,3 °C.
  - Bombas del refrigerante	
    - Número de bombas: 3.
- Generadores de vapor
  - Número de generadores por reactor: 3.
  - Tipo de generador: Framatom/Siemens.
  - Superficie de transferencia de cada generador: 6103 m².
  - Condiciones del vapor a plena carga en tobera de salida	
    - Caudal: 1969 t/h.
    - Temperatura del vapor: 281,2 °C.
- Turbina
  - Potencia máxima: 1200 MW.
  - Número de cuerpos: 1 AP 2 BP.
  - Velocidad de régimen: 1500 rpm.
- Condensador
  - Fluido refrigerante y procedencia: Agua río Ebro.
  - Caudal condensado: 4150 m³/h.
  - Caudal refrigerante: 134,28 m³/h.
- Torre de refrigeración
  - Altura: 160 m.
  - Diámetro de la base: 117 m.
- Alternador
  - Tipo de alternador: Síncrono 4 polos.
  - Fabricante: Westinghouse.
  - Tensión en bornes: 21 kV.
  - Refrigeración del estátor: Agua.
  - Frecuencia: 50 Hz.
- Transformador
  - Fabricante: ABB.
  - Número por unidad: 3.